# Сілкворт (Пенсільванія)
Сілкворт (англ. Silkworth) — переписна місцевість (CDP) в США, в окрузі Лузерн штату Пенсільванія. Населення — 784 особи (2020).

## Географія
Сілкворт розташований за координатами 41°16′30″ пн. ш. 76°4′23″ зх. д. / 41.27500° пн. ш. 76.07306° зх. д. (41.275027, -76.072922).  За даними Бюро перепису населення США в 2010 році переписна місцевість мала площу 9,86 км², з яких 8,78 км² — суходіл та 1,08 км² — водойми.

## Демографія
Згідно з переписом 2010 року, у переписній місцевості мешкало 820 осіб у 333 домогосподарствах у складі 234 родин. Густота населення становила 83 особи/км².  Було 487 помешкань (49/км²).
Расовий склад населення:
| - 97,3 % — білих - 0,5 % — чорних або афроамериканців - 0,1 % — корінних американців - 0,1 % — азіатів - 1,0 % — осіб інших рас |

До двох чи більше рас належало 1,0 %. Частка іспаномовних становила 1,0 % від усіх жителів.
За віковим діапазоном населення розподілялося таким чином: 20,7 % — особи молодші 18 років, 64,9 % — особи у віці 18—64 років, 14,4 % — особи у віці 65 років та старші. Медіана віку мешканця становила 43,3 року. На 100 осіб жіночої статі у переписній місцевості припадало 99,0 чоловіків;  на 100 жінок у віці від 18 років та старших — 106,3 чоловіків також старших 18 років.
Середній дохід на одне домашнє господарство  становив 62 562 долари США (медіана — 55 625), а середній дохід на одну сім'ю — 76 388 доларів (медіана — 59 464). За межею бідності перебувало 3,6 % осіб, у тому числі 0,0 % дітей у віці до 18 років та 0,0 % осіб у віці 65 років та старших.
Цивільне працевлаштоване населення становило 477 осіб. Основні галузі зайнятості: освіта, охорона здоров'я та соціальна допомога — 32,7 %, виробництво — 19,3 %, оптова торгівля — 11,7 %, науковці, спеціалісти, менеджери — 10,9 %.